# بتلیخ
بتلیخ دهکده‌ای است در داغستان روسیه که مرکز اداری شهرستان بتلیخ می‌باشد. بتلیخ در غرب داغستان، در ۱۵۱ کیلومتری جنوب غربی مخاچ‌قلعه قرار دارد. 